# Genco
Genco, Inc. (jap. 株式会社ジェンコ Kabushiki-gaisha Jenco) – japońskie studio zajmujące się animacją i produkcją anime. Zostało założone 3 marca 1997 r., a jego prezesem jest Tarō Maki. Jest najbardziej znane z takich serii jak Honey and Clover, Kino's Journey, Alien Nine, Onegai Teacher, Onegai Twins, Shigofumi: Letters from the Departed i Zettai Shōnen.

## Produkcje
- A Tree of Palme
- Alien Nine
- Amazing Nurse Nanako
- Azumanga Daioh
- Azumanga Daioh - The Very Short Movie
  - Azumanga Web Daioh
- Battle Athletes daiundōkai
- Binzume Yōsei
- Daphne in the Brilliant Blue
- DearS
- Dotto Koni-chan
- Eiken
- Elfen Lied
- Figure 17
- Genshiken
- Girl's High
- Guyver: The Bioboosted Armor
- Himawari!
- Honey and Clover
- Honey and Clover II
- Ichigeki Sacchu!! HoiHoi-san
- Ikki Tousen
- Jikuu Tenshou Nazca
- Kino's Journey
- Kujibiki Unbalance
- Millennium Actress
- Mnemosyne – Mnemosyne no Musume-tachi
- Nanaka 6/17
- NieA_7
- Onegai Teacher
- Onegai Twins
- PetoPeto-san
- Phantom: Requiem for the Phantom
- Renkin 3-kyū Magical ? Pokān
- Shigofumi: Letters from the Departed
- Seven of Seven
- Space Pirate Mito
- St. Luminous Mission High School
- Super Doll Licca-chan
- Super Milk-chan
- Super Robot Taisen: Original Generation
- Tenchi Muyo Movie 2: Daughter of Darkness
- Tenchi Muyo Movie 3: Tenchi Forever
- Wirtualna Lain
- Zero no Tsukaima
- Zettai Shonen